# Hellbent
Hellbent (bra: Hellbent: Halloween Sangrento) é um filme de terror americano de 2004 escrito e dirigido por Paul Etheredge-Ouzts. Hellbent atuou no circuito de festivais de filmes gays e lésbicos ao longo de 2004 e 2005, antes de um lançamento limitado nos cinemas em 16 de setembro de 2005. O filme ajudou a desencadear uma onda de filmes "de terror gay".

## Elenco
- Dylan Fergus como Eddie
- Bryan Kirkwood como Jake
- Hank Harris como Joey
- Andrew Levitas como Chaz
- Matt Phillips como Tobey
- Kent Bradley James como Nick Name
- Nina Landey como Maria
- Samuel Aarons como Mikey
- Kris Andersson como Pimenta Branca
- Shaun Benjamin como policial
- Baron Rogers como Jared Reynolds
- Miguel Caballero como Jorge
- Blake Davis como cara de fraternidade
- Jerry Farmer como tatuador
- Rafael Feldman como amigo de Jared
- Yan Feldman como amigo de Jared #2
- Jazzmun como Pimenta Preta
- Jamila Jones como garçonete
- "Texas" Terri Laird como mulher da loja de tatuagem
- Dionne Lea como dona de cachorro
- Paul Lekakis como admirador de outdoors
- Michael Louden como drag queen amante de policiais
- Ryan McTavish como bombeiro
- John Petrelli como homem-couro
- Joe Sabatino como policial do escritório
- Stanton Schnepp como paramédico
- Nick Collins como super vadia drag queen
- Danny Seckel como cartola
- Rachel Sterling como garota no carro
- Eric Stiles como menino no carro
- Colton Ford como membro da banda Nickname (sem créditos)[3]

## Lançamento

### Lançamento teatral
Hellbent foi exibido em cerca de 30 festivais de cinema LGBTQ nos Estados Unidos entre junho de 2004 e abril de 2006. Foi lançado comercialmente em 39 cinemas, em sua maioria cinemas pequenos ou independentes, em 16 de setembro de 2005, arrecadando US$ 183.066 (US$ 274.303 em dólares de 2022) no mercado interno. Inicialmente comercializado como um "filme de terror gay", Hellbent foi mais tarde comercializado como um "filme de terror queer" para enfatizar sua natureza inovadora. A campanha publicitária Hellbent também afirmou que o filme foi o "primeiro" filme de terror gay. No entanto, esta não é uma afirmação precisa, já que os filmes de terror gay Make a Wish (2002), Dead Guys (2003) e Haute Tension (2003) o precederam.
O sucesso e a popularidade do filme geraram uma série de filmes com temas semelhantes, criando um novo gênero de filme chamado "terror queer".

### Lançamento de vídeo caseiro
Hellbent foi lançado como um DVD da Região 1 em 1 de setembro de 2006. Também foi lançado na Região 2. Um DVD da Região 4 foi lançado em 27 de fevereiro de 2007.

## Recepção crítica

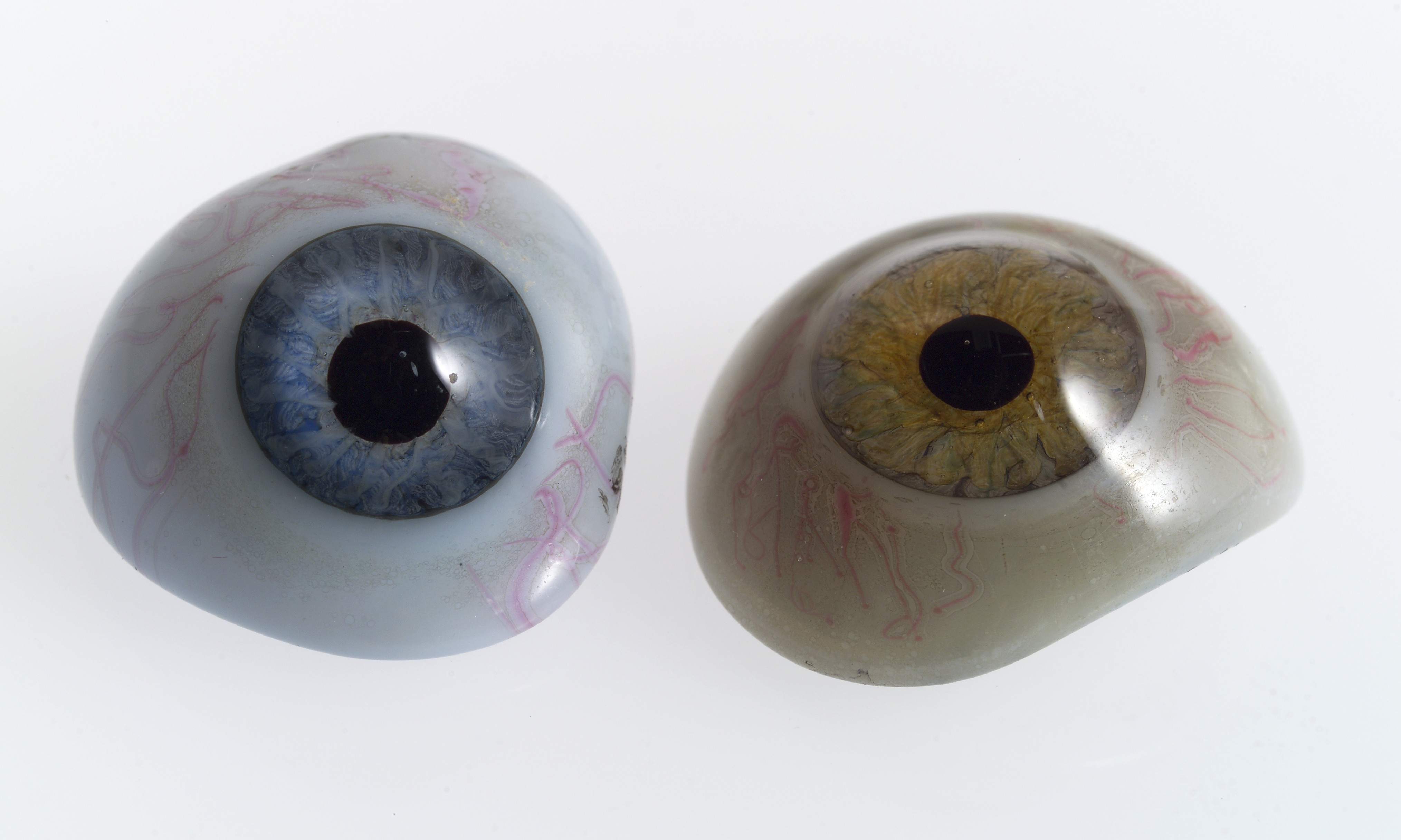
Um crítico achou a fetichização do olho de vidro do herói pelo serial killer engraçada e intrigante.

As críticas sobre Hellbent foram mistas. O Rotten Tomatoes dá ao filme uma pontuação de 49% com base nas avaliações de 43 críticos, com uma avaliação média de 5,5/10. O consenso do site diz: "Hellbent é a prova de que filmes de terror gays podem ser tão tediosos e medíocres quanto os heterossexuais". Dennis Harvey, escrevendo na Variety, chamou-o de "filme de terror direto" que era "divertido - embora divertido de terror - [e] habilmente gerenciado pelo diretor estreante Paul Etheredge-Ouzts". Harvey achou o filme principalmente estereotipado, mas gostou do final. Laura Kern do The New York Times chamou o filme de "divertido" e "assistível". O revisor Ed Gonzalez da Slant Magazine chamou o filme de "melhor do que a maioria dos filmes desse tipo" e elogiou as cenas de morte - que ele chamou de "algumas das sequências de decapitação mais suculentas e convincentes desde Trauma (1993) de Dario Argento". Escrevendo para o IndieWire, o crítico Michael Koresky achou o filme sem nuances, "mais eficiente do que inovador", e até um tanto obsoleto, mas disse que era prazeroso e alegre e conseguiu chamar a atenção do público. Peter Hartlaub foi mais crítico em relação ao filme em sua crítica, concluindo que Hellbent não era inteligente, nem assustador, e entorpecentemente previsível. Em contraste, o crítico de cinema do The Seattle Times, Jeff Shannon, pensou no romance cinematográfico e o elogiou por retornar aos tropos simples dos primeiros filmes de terror. Ele gostou da combinação de sangue e humor, embora Hartlaub não tenha achado que o humor redimiu o filme.
Embora o crítico Dennis Harvey tenha achado o roteiro cheio de falhas na trama, elas não eram mais do que em um filme de terror comum. Ele criticou o personagem principal, Eddie, como brando, mas deu boas palavras à atuação de Andrew Levitas como o hedonista Chaz. Laura Kern achou o diálogo brega, mas tinha palavras muito positivas sobre a maneira como cada personagem ganhava vida (o que, ela achava, tornava ainda mais difícil assistir a morte de cada pessoa). Os críticos Jeff Shannon e Peter Hartlaub também acharam os personagens bem desenvolvidos, e Hartlaub achou que as atuações de Dylan Fergus e Matt Phillips foram as melhores do filme. O crítico de cinema do Chicago Tribune, Michael Wilmington, também gostou da maneira como o filme apresentou ao público vários estereótipos (drag queen, homem-couro, viciado em sexo) e depois os matou, deixando vivo o personagem mais plenamente realizado.
A revisora Laura Kern classificou a decisão de revelar pouco sobre o assassino como "inteligente". Jeff Shannon foi mais ambivalente, mas achou a fetichização do olho artificial de Eddie pelo assassino engraçada e intrigante. O crítico Michael Koresky, no entanto, foi mais equívoco, chamando esse elemento do filme de sua maior força e de sua fraqueza mais incômoda.
O crítico Ed Gonzalez gostou do que chamou de "expressões francas de identidade gay frustrada" do roteiro. Ele elogiou a maneira como o filme usou o "olho ruim" de Eddie como motivo para suas inseguranças sexuais, auto-obsessão e danos emocionais. Ele descreveu isso como uma "obsessão exclusivamente perversa pela deficiência". A estudiosa de cinema Claire Sisco King foi mais confusa em sua avaliação, argumentando que o filme tinha uma identidade homossexual marcadamente ambivalente. Ao rejeitar certos estereótipos LGBT (como a "rainha flamejante"), o filme limita "quão gay" é aceitável, minando a sua pretensão de ser "queer" (por exemplo, radical e não normativo) e reforçando ideias heteronormativas sobre masculinidade. Embora o escritor e diretor Paul Etheredge-Ouzts tenha procurado evitar o tropo típico do filme de terror de punir os sexualmente ativos, King conclui que ele fez exatamente o oposto: o sexualmente inibido Eddie diz repetidamente a seus amigos para não fazerem sexo. Todos os amigos sexualmente ativos morrem, e Eddie (cuja única tentativa de fazer sexo no filme é interrompida antes de começar) sobrevive. O revisor Jeff Shannon discordou, argumentando que o talento e o humor com que os assassinatos ocorrem evitavam o tropo "sexo igual a morte" da maioria dos filmes de terror. Ele apontou para a agonia do corpo sem cabeça de Chaz, que ele disse ter recebido as maiores risadas do público em sua exibição.
O design de produção e a fotografia também receberam elogios da crítica. Claire Sisco King classificou o uso de imagens reais como não convencional e perturbador de uma forma positiva. A edição foi descrita como semelhante à de um videoclipe, e a crítica Laura Kern achou que o ritmo era eficaz. Michael Koresky descreveu a cena da morte de Joey no banheiro encharcado de vermelho encenada de maneira muito eficaz, embora Peter Hartlaub tenha descoberto que a iluminação obscureceu a ação em vez de melhorá-la. Exceto pelos efeitos de luz estroboscópica durante a morte de Chaz e o momento em que a foice do assassino toca o olho de vidro de Eddie, Kern achou os efeitos especiais apenas medianos.
Albert Nowicki incluiu o filme em sua lista dos "melhores filmes de Halloween de todos os tempos" da Prime Movies.